# 11670 Фаунтейн
11670 Фаунтейн (11670 Fountain) — астероїд головного поясу, відкритий 6 січня 1998 року.
Тіссеранів параметр щодо Юпітера — 3,208.